# Abazins
Els abazins o abaza (abazí: Абаза) són un poble caucasià, de llengua abazí que viu principalment a la República de Karatxai-Txerquèssia dins la Federació Russa. Són al tomb de quaranta mil (2005) a més d'un nombre indeterminat que viu a Adiguèsia, Turquia, Síria, Jordània, Líban, Alemanya i Estats Units. Estan emparentats ètnicament amb els abkhazos, i són musulmans sunnites. Viuen a les muntanyes del Caucas, prop dels rius Gran i Petit Zelentxuk, Kuban i Kuma. Tretze pobles són de població totalment abazin, però viuen també en altres llocs barrejats amb kabardins, russos, nogais i circassians (adiguesos o txerquessos).
Els abazins estan dividits en dos grups, al nord el Tapanta (amb sis tribus) i al sud els Shkarawa (sis tribus més).
Els abazins foren reconeguts com a nacionalitat pel règim soviètic i van obtenir el dret al desenvolupament de la seva cultura, amb l'ús de la llengua i el seu ensenyament, publicació de diaris, revistes i emissions de ràdio, i altres manifestacions culturals en diversos camps com el teatre o la dansa. No varen donar cap problema durant els 70 anys de comunisme i, tot i la seva especificitat cultural, van conviure força bé dins l'RSSA dels Karatxais i Txerquessos, especialment amb aquest darrer grup ètnic (per afinitats lingüístiques). El 1926 es van censar 13.825 abazins però s'estimava que eren bastants més. La major part viu a la República de Karatxai-Txerquèssia, amb grups a Adiguèsia i al krai de Stàvropol.

## Història
Van emigrar als segles xiv i xv des d'Abkhàzia (on vivien a la costa entre Tuapsé i Bizbi) i es van instal·lar a la seva zona actual expulsant als kabardins. Al segle xvi van quedar sotmesos als prínceps kabardins i beleneis. Al final del segle els otomans (Murat III) van establir el seu protectorat a la zona però el 1732 van haver de renunciar a Kabàrdia pel tractat de Belgrad i Kabàrdia va esdevenir independent, mentre la frontera russa es fixà al riu Kuban; els abazin Tapanta, que vivien als dos costats del riu, van quedar semi independents sense quedar establert de qui eren vassalls. Al tractat de Kuchuk Kaynardja (1774), Kabàrdia va passar a Rússia i els abazins també van quedar dins el seu domini. El 1802 es va crear un prostavstvo especial administrat directament per Rússia amb territoris dels abazins i els nogais. A la guerra del Caucas, el Tapanta van lluitar amb els russos i els Shkarawa ho van fer amb els txetxens, fins a la conquesta russa entre 1858 i 1864 i la major part dels Shkarawa (tribus Tam, Kizilbek, Bag, Chegrei i Misilbai), uns trenta mil almenys, van emigrar llavors a Turquia, quedant en territori rus només uns deu mil.
Els abazin es van islamitzar al segle xvii i abans eren animistes o cristians. Al segle xviii tots els Tapanta eren musulmans però els Shkawara eren encara cristians excepte la noblesa. La seva islamització es va completar al segle xix. La seva estructura era feudal i similar a la dels circassians.
El 1990 Vladimir Tugov, un famós erudit abazin, va iniciar el despertar nacional, i va proclamar que la república dels Karatxai i dels Txerquessos havia estat creada no en benefici dels abazins sinó dels dos grups ètnics majoritaris. Més tard les demandes es van radicalitzar sobretot quant a l'aül (poble gran) de Kubin (de majoria abazin) li foren confiscats els impostos cobrats a algunes indústries especialment una indústria principal que pagava vuit milions de rubles l'any. L'estiu del 2004 el límit entre Kubin i Ust-Djegutà (de majoria karatxai) fou modificat a favor de la darrera, que va adquirir 600 hectàrees, i alguns llogarets abazins. Els abazins es van oposar al canvi però el tribunal suprem de Rússia el va ratificar el 22 de juny del 2005 i el 29 de juny els abazins van sortir al carrer a la ciutat de Txerkessk, capital de la República i es van produir incidents, i la situació no es va calmar fins que els líders abazins van obtenir la promesa d'un districte propi.
A finals del 2005 el parlament de la república va crear el Districte Abazin (Abazin Raion) amb cinc pobles (aüls) de majoria abazin. Aquesta decisió fou el primer canvi territorial per motius ètnics de la Rússia post soviètica. No obstant el Parlament va establir un període de transició de tres anys abans d'entrar en vigència l'1 de gener del 2009, probablement cercant que les eleccions de president de la República (el president Mustafa Batdiev acabava el seu període el 2007) i de la Federació (Putin acabava el mandat el 2008) ja s'haguessin celebrat i fossin noves autoritats qui assolissin els possibles problemes, especialment amb els txerquessos que fins llavors havien estat tradicionalment aliats dels abazins, els quals ara podrien optar per una política autònoma, i tenint en compte que els aüls integrants de la nova unitat s'havien de separar del districte de Kahbez, de majoria txerquessa o circassiana.